# Alicia Ríos
Alicia Ríos (Madrid, 1943) es una historiadora de la alimentación, cocinera, escritora española. Además de una experta catadora en aceite de oliva, miembro de paneles de cata profesionales y artista gastronómica. Es autora de El libro del aceite y la aceituna (Alianza, 1989). Sus primeras creaciones fueron tras participar en el Oxford Symposium on Food and Cooking en 1979. Es impulsora del Food Artist y reconocida a nivel internacional por el surrealismo y provocación de las obras de arte que ha hecho en distintas ciudades del mundo.

## Biografía
Ríos es psicóloga de formación. Hasta 1979 fue profesora en Filosofía Pura y Psicología dando clases en la Universidad Complutense pero abandonó la docencia para abrir sus propios restaurantes en Madrid: La Biotika y Los Siete Jardines, donde fue jefa de cocina. Con Ali&Cia interpreta la comestibilidad de la existencia en formato de sombreros comestibles, jardines, paisajes, fronteras y ciudades comestibles a escala urbana.
Como experta en aceite de oliva ha participado en numerosos congresos profesionales en los que ha impartido conferencias sobre el análisis sensorial en la cata de aceites y ha sido jurado en concursos nacionales e internacionales.También es invitada al Oxford Symposium on Food and Cooking, un evento gastronómico del Reino Unido, y a mesas redondas como la celebrada en el Hay Festival Granada en 2008, titulada La cocina española y el legado de Al-Ándalus.
En 1995 Ríos fundó junto con la arquitecta Bárbara Ortiz el colectivo Ali&Cia, compañía de arte comestible que recrea obras pictóricas y/o ciudades con alimentos e interpreta de forma culinaria edificios ecosostenibles recreando la realidad como alimento para después consumirlo en comunidad. En España, Ríos es pionera en esta disciplina, una rama de la gastronomía originada en Francia conocida como 'Urbanofagia' iniciada por el pastelero francés Antonin Carême. Bárbara Ortiz en su vídeo explicativo de la acción 'Eat London' comenta cómo lo hacen.

Primero hay que seleccionar el trozo de ciudad que queremos comer y calcular qué cantidad de alimentos serán necesarios para cuánta gente y así hacer la escala para que en la maqueta sea todo visible y reconocible. Tenemos que dimensionar las calles y los edificios, diferenciar lo más pequeño de lo más grande.

Después junto con otros y otras cocineras, asociaciones locales y miembros de la comunidad preparan recetas tradicionales autóctonas que añaden a la proyección de la ciudad. De este modo han cocinado y digerido ciudades como Madrid, Melbourne, Londres y Lisboa en 2015 a escala urbana y Australia o Estados Unidos que se comieron sus bibliotecas.
En 2019 Ríos se instaló en Cádiz buscando inspiración creativa.

## Influencias
Está influenciada por la profesora Barbara Kirshenblatt-Gimblett de la Universidad de Nueva York, catedrática y profesora emérita de estudios de interpretación en la Universidad de Nueva York conocida por sus contribuciones interdisciplinares de estudios judíos a la teoría e historia de los museos, el turismo y el patrimonio.
También ha colaborado con Antonio Miralda para abordar la cocina en todas sus dimensiones tanto sociales como culturales o históricas y políticas.

### Obras[7]
- "Última cena pagana" para el Centre for performance Research de Aberystwyth (Gales, 2000).
- "Un cuadro para comérselo" como taller infantil para la Fundación Telefónica (Madrid, 2012)
- Eat the Wall (Comerse el muro) en el New Life Berlin Festival en la Scala Showroom de Berlín en 2008

### Libros[8]
- Cuentos rellenos. Cuentos gastronómicos para niños (Gaviota, 1999)
- Aceite de oliva: vida y cultura (Patrimonio Comunal Olivarero, 1998)
- El arte de la cocina española (coautora) (Blume, 1992)
- The Heritage of Spanish Cooking (coautora) (Random House, 1992)
- El libro del aceite y la aceituna (coautora) (Alianza, 1989)